# Decazeville

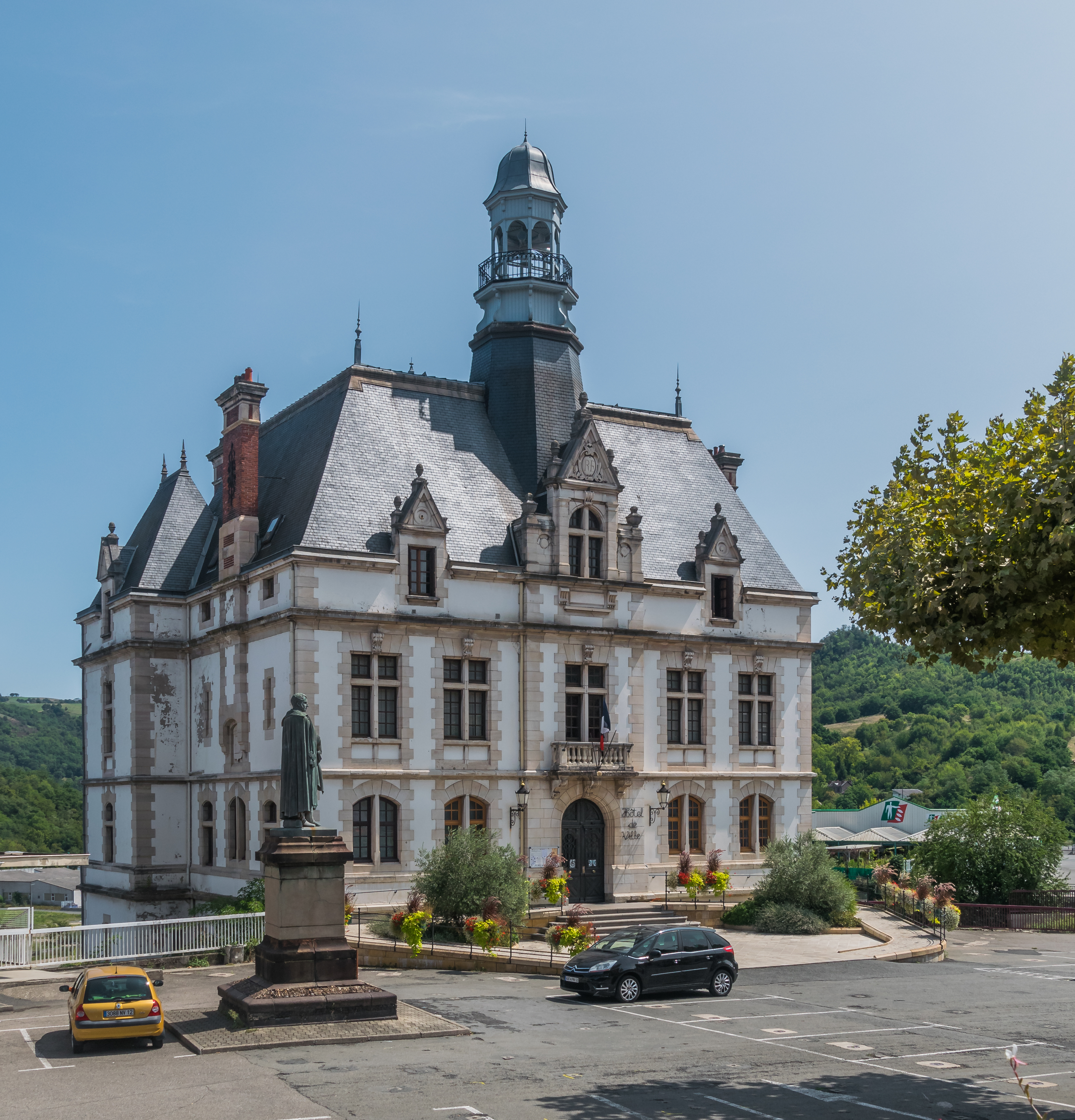
Hôtel de ville (Rathaus)

Decazeville ist eine Stadt und Gemeinde mit 5.025 Einwohnern (Stand 1. Januar 2022) in der französischen Region Okzitanien im Département Aveyron. Sie liegt am Fernwanderweg GR 65, der weitgehend dem historischen Verlauf des französischen Jakobsweges Via Podiensis folgt. Die Gemeinde entwickelte sich im 19. Jahrhundert unter dem Einfluss der industriellen Revolution und wurde nach dem Herzog Élie Decazes (1780–1860) benannt. 

## Geografie und Verkehr
Decazeville liegt am südwestlichen Rand des Zentralmassivs, südlich über dem Lot-Tal, circa fünf Kilometer von Livinhac-le-Haut an dem Flüsschen Riou Mort. Dieses mündet nach wenigen Kilometern in den Lot. Die nächsten französischen Großstädte sind Lyon (242 km) im Nordosten, Toulouse (124 km) im Südwesten, Bordeaux (227 km) im Westen und Montpellier (167 km) im Südosten.
Der nächste Verkehrsflughafen ist Rodez-Marcillac, der unter anderem von Air France und von Ryanair angeflogen wird. Über die D 840 liegt er circa 29 Straßenkilometer entfernt, in südöstlicher Richtung. Die nächste Bahnstation ist Viviez-Decazeville, circa zwei Kilometer entfernt an der Bahnstrecke Capdenac–Rodez. Sie wird von Zügen des TER Occitanie zwischen Rodez und Brive-la-Gaillarde bedient.
Decazeville hat Anschluss an das französische Autobahnnetz über die A 20 – Ausfahrt 56 − (D 802) Figeac − (N 140) Decazeville und die A75 – Ausfahrt 42 − (N 88) Rodez − (N 140) Decazeville.
Durch Decazeville führt die D 840 in ost-westlicher Richtung, während die D 963 Richtung Norden ins Lot-Tal und die D 221 Richtung Süden führt.

### Jakobsweg
Decazeville liegt an der Via Podiensis, einem der vier historischen Jakobswege in Frankreich. Neben den Pilgerherbergen gibt es einige Hotels, Restaurants und einen Campingplatz. Der Jakobsweg führt von Decazeville über die Kapelle Saint Roch hinab ins Lot-Tal und dann über einen Waldweg zum Ortseingang von Livinhac-le-Haut. Auf Straßen erreicht man Livinhac-le-Haut über die Route D963 und D21.

## Geschichte
Die Stadt entwickelte sich aus dem kleinen mittelalterlichen Ort La Salle. Seit dem 16. Jahrhundert wurde in geringem Umfang Kohle abgebaut, welche über den Lot und die Garonne nach Bordeaux verschifft wurde. Im 19. Jahrhundert entwickelte sich aus der Kohleförderung eine florierende Hüttenindustrie. Élie Decazes gründete 1826 eine Gesellschaft zur Entwicklung der Kohle- und Stahlproduktion im Département Aveyron. 1834 wurde aus den zentralen Gemeinden Vialarels, St. Michael und Saint-Roch eine neue Stadt gegründet, die zu Ehren von Élie Decazes den Namen Decazeville erhielt.
Der Aufbau der Eisen- und Stahlindustrie wurden von François Gracchus Cabrol organisiert, einem Absolventen der École polytechnique. Unter seiner Leitung entstanden Hochöfen und Kokereien. Den Höhepunkt erreichte diese Hüttenindustrie im frühen 20. Jahrhundert, mit 9.000 Arbeitern und einer jährlichen Roheisenproduktion von einer Million Tonnen. 1886 wurden die Minen in einem über 100 Tage dauernden Arbeitskampf bestreikt, bei dem der Ingenieur und Vize-Direktor Watrin getötet wurde. Heute ist von diesem Industriezweig nur noch wenig zu sehen. Das letzte Bergwerk der Region wurde im Juni 2001 geschlossen. Einzig der Museumstagebau La Découverte zeugt noch vom einst bestimmenden Wirtschaftsfaktor.  

### Bevölkerungsentwicklung
| Jahr                       | 1962   | 1968   | 1975   | 1982 | 1990 | 1999 | 2006 | 2016 |
| Einwohner                  | 11.855 | 10.532 | 10.231 | 8804 | 7754 | 6805 | 6294 | 5355 |
| Quellen: Cassini und INSEE |        |        |        |      |      |      |      |      |

## Sehenswürdigkeiten
- Musée régional de géologie, welches vor allem der Karbonzeit und den damals entstanden Kohleablagerungen gewidmet ist.
- In der Kirche Notre-Dame befindet sich ein Gemälde von Gustave Moreau aus dem 19. Jahrhundert, welches den Kreuzweg Jesus darstellt.

## Partnerstädte
- Utrillas in der Provinz Teruel, Spanien
- Coazze in der Provinz Turin, Italien
- Bolsover in der Region East Midlands, Vereinigtes Königreich

## Persönlichkeiten
- Élie Decazes (1780–1860), Namensgeber der Stadt, Vorsitzender des Ministerrats unter Ludwig XVIII.
- François Gracchus Cabrol (1793–1882), Hauptmann der Armee Napoleons, Direktor der Liga der Kohle- und Verhüttung von Aveyron, ist in Decazeville begraben.
- Emma Calvé (1858–1942), die französische Sopranistin wurde in Decazeville geboren.
- Jacques Monfrin (1924–1998), Philologe und Historiker, wurde in Decazeville geboren.